# المتحف الوطني (عتق)
المتحف الوطني بمدينة عتق بمحافظة شبوة ، افتتح في 1984

## أقسام المتحف
ويضم آثار مدينة شبوة القديمة وآثاراً من مواقع أخرى في محافظة شبوة، وبه قاعة العادات والتقاليد، وأخرى لوثائق النضال ضد الاستعمار.